# Keutschacher See
Der Keutschacher See (slowenisch: Hodiško Jezero) liegt in Kärnten, Österreich, südlich des Wörthersees. Mit einer Fläche von 1,32 km² ist er der sechstgrößte der Kärntner Seen. 1864 wurde hier durch Ferdinand von Hochstetter eine Pfahlbausiedlung aus der Jungsteinzeit entdeckt, welche seit 2011 zum UNESCO-Welterbe Prähistorische Pfahlbauten um die Alpen gehört.

## Geographie
Der See liegt im Bereich der Sattnitz im Keutschacher Seental, das seine Entstehung einem Seitenast des Draugletschers verdankt. Dieser hat die tektonisch vorgeformte Talfurche überformt. Der See war in der Vergangenheit deutlich größer als heute, dies ist aus den ausgedehnten Moorflächen östlich und nördlich des Sees ersichtlich.
Der See hat eine länglich-ovale Gestalt. Im Westen liegt eine Bucht, hier münden die Zuflüsse. Im Osten liegt eine schmale Halbinsel, die rund 400 m in den See hineinragt. In der Mitte des Sees liegt eine Untiefe, wo das Wasser nur 1,6 m tief ist. Halbinsel wie Untiefe sind Teil von Felsrippen, die unter dem Seeboden in Südwest-Nordost-Richtung streichen. Seine maximale Tiefe von 15,6 m erreicht der See nahe der Untiefe in der Seemitte. Im Westen des Sees schließen sich Verlandungsflächen an, die mit ihren Mooren bis zum Hafnersee reichen. Hier liegt auch ein kleiner Teich, der sogenannte Moorteich. Das Moor ist mit Seggen und Schilf bestanden.
Das Einzugsgebiet des Sees umfasst 28,4 km². Davon sind rund 54 % Wald, 30 % landwirtschaftliche Nutzflächen, 6 % Gewässer, der Rest sind Siedlungs- und Erholungsflächen.

## Hydrologie und Ökologie

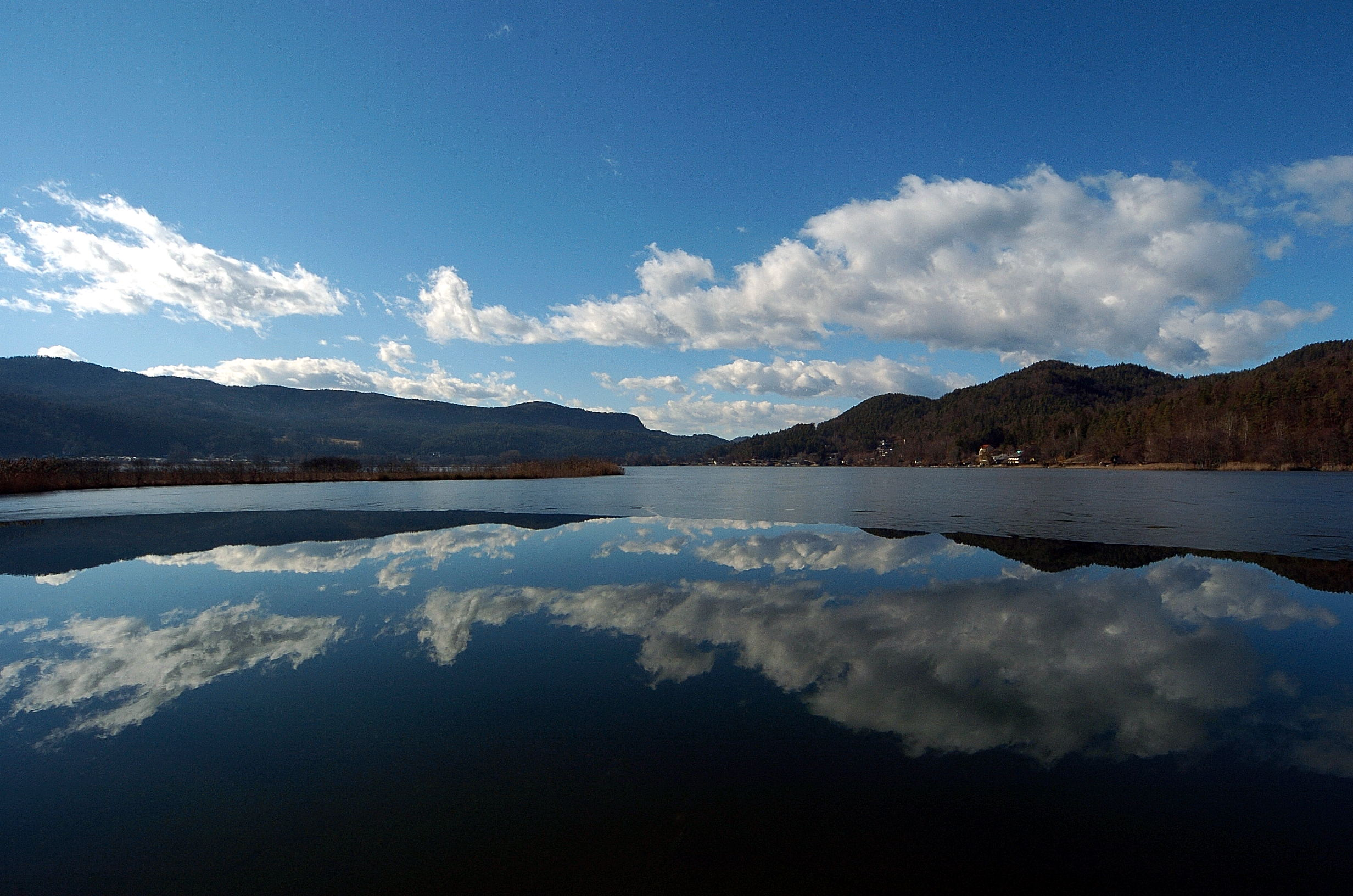
Nordföhn-Stimmung über dem See

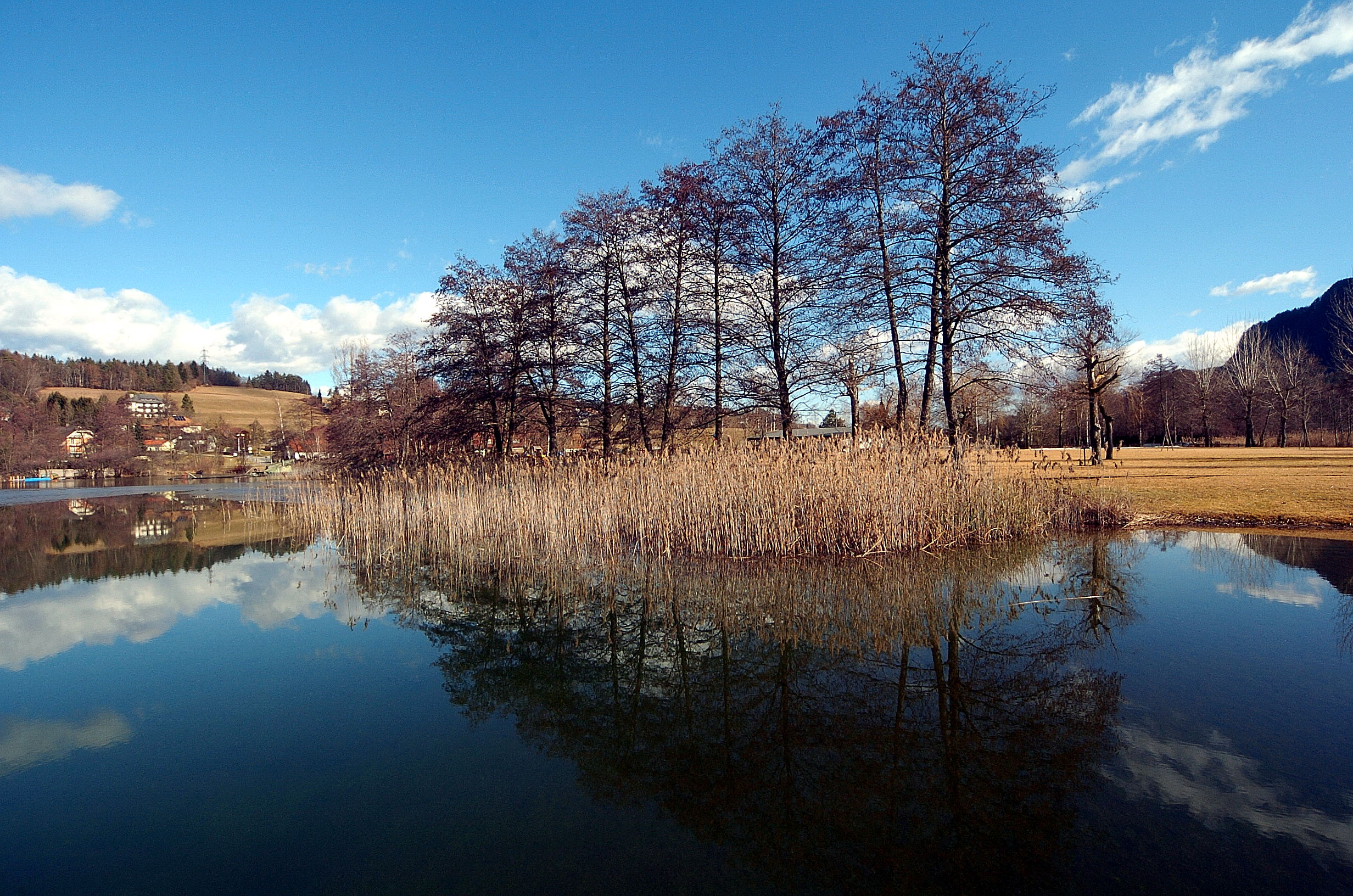
Erlengruppe hinter Schilf am östlichen Seeufer

Ein Zufluss des Keutschacher Sees ist der Rakouza- oder Rodabach, der durch den Hafnersee fließt. Die Moore im Osten des Sees entwässern über einen kleinen Bach (Moor- oder Dobeinitzbach) ebenfalls in den Keutschacher See, die weiter östlich gelegenen Teile des Seentals entwässern aber Richtung Osten (Viktringer Bach). Von der Sattnitz her münden der Weißenbach sowie zwei namenlose Bäche ein.
Der See erwärmt sich im Frühjahr rasch und erreicht in der Seemitte regelmäßig Wassertemperaturen über 25 °C. Die Randbereiche werden noch wärmer. Im Winter friert er regelmäßig zu und besitzt oft von Jänner bis März eine geschlossene Eisdecke.
Die theoretische Wassererneuerungszeit beträgt 0,8 Jahre, der mittlere Abfluss 0,56 m³/s.
Der See ist holomiktisch und hat zwei Zirkulationsphasen im Frühling und im Herbst.
Das Seewasser hat eine Härte von rund 10 Härtegraden, ist somit mittelhart. Die elektrische Leitfähigkeit liegt bei 280 bis 330 µS/cm. Die Phosphor-Konzentration im Oberflächenbereich liegt bei etwa 8 mg pro m³, der See ist damit als oligotroph, also nährstoffarm, einzustufen.
Die vorherrschenden Algen sind die Dinoflagellaten Ceratium hirundinella und Gymnodinium helveticum sowie verschiedene Kieselalgen der Gattung Cyclotella. Das tierische Plankton setzt sich aus 14 Arten von Rädertierchen und mehreren Kleinkrebsen zusammen: Eudiaptomus gracilis, Mesocyclops leuckarti, Thermocyclops sp., und die Wasserfloharten Daphnia hyalina, Daphnia cucullata, Bosmina longirostris, Diaphanosoma brachyurum, Ceriodaphnia pulchella und Leptodora kindtii. Im sauerstoffarmen Tiefenwasser dominiert die Büschelmücken-Larve Chaoborus flavicans.
Etwa 1975 wurde die Wandermuschel (Dreissena polymorpha) in den See eingeschleppt, ihre Larve ist Bestandteil des Plankton.
Die Hauptfischarten waren 1992 Güster und andere Karpfenfische, daneben auch Hecht und Wels. 2009 waren die Hauptfische Barsch, Rotauge und Rotfeder, wobei der Barsch rund die Hälfte aller Individuen stellt. Der Wels ist nach wie vor gut vertreten.
Im 20. Jahrhundert wurden Forellenbarsch, Zander, Aal, Amurkarpfen, Silberkarpfen und Reinanken eingesetzt, vereinzelt kommt auch die eingesetzte Seeforelle vor.
Insgesamt gibt es 19 Fischarten: Reinanke, Seeforelle, Hecht, Wels, Aal, Aitel, Brachse, Bitterling, Güster, Karausche, Karpfen, Laube, Rotauge, Rotfeder, Schleie, Silberkarpfen, Barsch, Zander und Forellenbarsch.
In den Uferbereichen des Sees sowie in Zu- und Abflüssen gibt es Vorkommen des Edelkrebses.

## Nutzung
Der See befindet sich in Privatbesitz und ist ein beliebtes Badegewässer. Auch die Fischereirechte sind in Privatbesitz. Der Angelsport spielt eine gewisse Rolle, ebenso der Kanu- und Stand-Up-Paddling-Sport.
Am Seeufer liegen Freibad und Campingplätze. Am Südufer befinden sich FKK-Campingplätze für über 3000 Gäste.

## Pfahlbausiedlung
Auf einer Untiefe im See befand sich vor rund 6000 Jahren die Feuchtbodensiedlung Keutschacher See, die rund 300 Jahre genutzt wurde. Sie zählt zur ältesten von vier Pfahlbauperioden in Mitteleuropa. Der Wasserspiegel des Sees dürfte damals rund 1,5 m tiefer gelegen haben als heute, die Untiefe daher zum Teil als Insel aus dem Wasser geragt haben. Die Pfähle wurden aus verschiedenen Holzarten hergestellt. Zwei Eichenstämme wurden dendrochronologisch auf das Schlägerungsjahr 3947 und 3871 v. Chr. datiert. Radiometrische Daten anderer Funde werden mit 4340 bis 3780 v. Chr. angegeben. In der Siedlung gab es zwei Haustypen: Blockhäuser mit lehmverschmierten Wänden sowie Fachwerkhäuser aus Rutengeflecht. Die Anzahl der Häuser ist nicht bekannt. Das in der Siedlung gefundene Tongeschirr wird dem Typus Lasinja-Kanzianiberg zugeordnet, der zur donauländischen Kultur der Kupferzeit gehört. Unter den gefundenen Tierknochen dominiert Jagdwild, besonders der Rothirsch mit 59 %. Rinder sind mit 13 % ebenfalls in nennenswertem Ausmaß vertreten. Belegt ist auch die Kupferverarbeitung, die Funde sind aber nicht sicher in die früheste Periode einzuordnen.
Bootsfahrt, Fischerei und das Laichverhalten des Zanders tragen zur Erosion der Fundstellen bei. Der Zander legt durch Wacheln Laichgruben mit bis zu 2 m Durchmesser an. In den nächsten Jahren soll ein Drittel der Fläche der Fundstellen mit Basaltfasermatten abgedeckt werden. Dem Zander werden anderswo Nester angeboten.

## Naturschutz
Mit Ausnahme des Nordufers liegen die meisten Teile des Sees wie seines Einzugsgebietes im Landschaftsschutzgebiet Keutschacher Seental.